# Erwan Téguel
Erwan Téguel, né le 21 janvier 1991, est un coureur cycliste français. Il participe à des compétitions sur route et sur piste.

## Palmarès sur route
- 2007
  -  Champion de Bretagne sur route cadets[1]
- 2009
  - 2ea étape de Liège-La Gleize (contre-la-montre par équipes)
  - 2e du Trophée Centre Morbihan
- 2010
  - 3e du Circuit du Mené
- 2011
  - 1re étape du Tour de la Creuse (contre-la-montre par équipes)
  - Trio normand espoirs (avec Mathieu Clorec et Fabien Schmidt)
  - 2e de Manche-Atlantique
  - 2e du Chrono des Nations-Les Herbiers-Vendée espoirs
  - 3e des Boucles de la Loire
  - 3e du Trio normand
- 2012
  - 2e du Loire-Atlantique Espoirs
  - 3e du Tour de Mareuil-Verteillac-Ribérac
- 2013
  - 2e de Redon-Redon
- 2014
  - 1re étape du Tour de Côte-d'Or
  - 2e de Paris-Auxerre
  - 3e du Tour de Côte-d'Or

## Palmarès sur piste

### Championnats d'Europe juniors et espoirs
- Pruszków 2008
  -  Champion d'Europe de poursuite par équipes juniors (avec Julien Duval, Emmanuel Kéo et Julien Morice)

### Championnats de France
- 2007
  - 2e de la course aux points cadets
- 2008
  - 2e de la poursuite par équipes juniors